# Plascassier
Plascassier est un village excentré de Grasse, situé entre Valbonne (2,8 km) et Grasse (7 km) et à seulement 31 km de l'aéroport de Nice. Bien que bordé par plusieurs communes - Valbonne, Opio, Mouans-Sartoux et Châteauneuf-de-Grasse - il relève de la compétence de Grasse. 

## Description
Plascassier est situé à 300 m d'altitude. Son nom est issu de « Plan Escassier » et « Planscassier » qui signifie « chemin boueux » (en provençal, escassié veut dire échasses). 
Ce hameau a sa propre paroisse créée en 1770. L'église de Plascassier, construite en 1644, est dédiée à Saint Pancrace. Elle est restaurée en 1882. La fontaine, inaugurée le 10 mai 1891, est alimentée par l'eau du Foulon via un aqueduc. En 1901, Plascassier comptait 453 habitants. 

## Personnalité liée à Plascassier
Plascassier est connu comme étant le dernier lieu de résidence de la célèbre chanteuse Édith Piaf, qui y est décédée le 10 octobre 1963 d'une cirrhose du foie à l'âge de 47 ans. Soutenu par ses amis les plus proches, Théo Sarapo a ramené son corps dans « sa » ville de Paris la nuit même – en secret et déguisé en ambulance. Son médecin de famille, qui a délivré le certificat de décès du 11 octobre, a donné Paris comme lieu de décès.